# The Shrinking Man
The Shrinking Man este un roman științifico-fantastic, fabulă asupra relativității. Romanul este scris de Richard Matheson mai cunoscut pentru romanul de groază I Am Legend din 1954. The Shrinking Man a fost prima oară publicat în 1956.

## Povestea
Sub efectul unei maladii necunoscute, dimensiunile trupurilor se micșorează cu câțiva centimetri pe zi. În tot acest timp lumea pare a crește, devenind străină și ostilă. Asta până într-o zi când trece în lumea infinitului mic.

## Ecranizare
Romanul a fost ecranizat de Jack Arnold în 1957. 